# روبن هانسون
روبن هانسون (بالإنجليزية: Robin Hanson)‏ هو اقتصادي أمريكي، ولد في 28 أغسطس 1959.

## وصلات خارجية
- الموقع الرسمي